# Rio (Italia)
Rio è un comune italiano di 3 403 abitanti della provincia di Livorno in Toscana.
Si tratta di un comune sparso, istituito il 1º gennaio 2018 dalla fusione dei comuni di Rio Marina e di Rio nell'Elba. La sede comunale è a Rio Marina, mentre un secondo municipio a Rio nell'Elba ospita le riunioni del consiglio comunale.

## Geografia fisica

### Territorio
Il territorio comunale di Rio si estende sulla punta nord-orientale dell'isola d'Elba e comprende anche l'isola di Palmaiola, l'isola di Cerboli, l'isola di Ortano e l'isola dei Topi.

### Clima
- Classificazione sismica: zona 4 (sismicità molto bassa), Ordinanza PCM 3274 del 20/03/2003
- Classificazione climatica: zona C, 1033 GR/G
- Diffusività atmosferica: alta, Ibimet CNR 2002

## Storia
Il 29 e 30 ottobre 2017 si tenne un referendum nei comuni di Rio Marina e Rio nell'Elba relativo alla proposta di accorpare le due cittadine sotto un unico comune, per l'appunto Rio. Il referendum diede esito positivo.
Il nuovo comune è operativo dal 1º gennaio 2018.

### Simboli
Lo stemma e il gonfalone sono stati concessi con decreto del presidente della Repubblica del 12 gennaio 2021.
L'emblema è stato scelto con una consultazione popolare.
È raffigurata la Torre degli Appiani di Rio Marina, con la sua originale base poligonale. Le tre api d'oro, poste in banda su sfondo rosso, sono riprese dallo stemma di Rio Marina; il monte e i picconi da quello di Rio nell'Elba.
Il gonfalone è un drappo partito di verde e d'azzurro.

## Monumenti e luoghi d'interesse

### Architetture religiose
- Chiesa di San Quirico a Grassera (ruderi)
- Chiesa di San Bennato a Cavo (ruderi)
- Chiesa di Santa Barbara a Rio Marina
- Chiesa di San Rocco a Rio Marina
- Tempio evangelico valdese a Rio Marina
- Chiesa di San Giacomo Apostolo a Rio nell'Elba
- Chiesa del Patreterno e della Santissima Trinità a Rio nell'Elba
- Cappella Tonietti a Cavo
- Chiesa di Santa Maria Ausiliatrice a Nisporto
- Eremo di Santa Caterina d'Alessandria

### Architetture civili
- Faro di Rio Marina
- Semaforo di Montegrosso, sull'omonimo promontorio (ruderi)
- Stazione di vedetta di Capo Ortano, sull'omonimo promontorio (ruderi)
- Faro di Palmaiola, sull'isola di Palmaiola

### Architetture militari
- Torre di Rio Marina
- Fortezza del Giove

### Siti archeologici
- Necropoli rupestre di Rio Marina
- Villa romana di Capo Castello (ruderi)
- Villaggio medievale di Grassera

### Aree naturali
- Orto dei Semplici Elbano a Rio nell'Elba
- Parco minerario e museo dei minerali elbani

## Società

### Evoluzione demografica
Abitanti censiti

### Etnie e minoranze straniere
Secondo i dati ISTAT al 31 dicembre 2018 la popolazione di Rio è per circa il 91,64% di cittadinanza italiana. La popolazione straniera residente ammontava a 275 persone, l'8,36% della popolazione. Le nazionalità maggiormente rappresentate in base alla loro percentuale sul totale della popolazione residente erano:
1. Romania, 65 – 1,98%
2. Moldavia, 43 – 1,31%
3. Germania, 27 – 0,82%
4. Ucraina, 27 – 0,82%

## Geografia antropica

### Frazioni
Il territorio comunale di Rio comprende sei frazioni:
- Bagnaia (3 m s.l.m., 231 abitanti)[12]
- Cavo (2 m s.l.m., 620 abitanti)
- Nisportino (85 m s.l.m., 2 abitanti)
- Nisporto (50 m s.l.m., 1 abitante)
- Rio Marina (51 m s.l.m., 1 220 abitanti)
- Rio nell'Elba (165 m s.l.m., 782 abitanti)

### Altre località del territorio
Altre località situate nel territorio comunale sono quelle di Capo d'Arco, Il Piano-San Francesco, La Chiusa, Ortano, Vigneria, Villaggio Togliatti.

## Amministrazione
Di seguito è presentata una tabella relativa alle amministrazioni che si sono succedute in questo comune.
| Periodo         | Periodo         | Primo cittadino     | Partito                          | Carica            | Note   |
| --------------- | --------------- | ------------------- | -------------------------------- | ----------------- | ------ |
| 1º gennaio 2018 | 10 giugno 2018  | Girolamo Bonfissuto | -                                | Comm. prefettizio | [ 13 ] |
| 10 giugno 2018  | 3 febbraio 2023 | Marco Corsini       | lista civica Impegno prioritario | Sindaco           | [ 14 ] |
| 3 febbraio 2023 | in carica       | Girolamo Bonfissuto | -                                | Comm. prefettizio | [ 15 ] |